# Centrale nucleare di Shin Hanul
La centrale nucleare di Shin Hanul, precedentemente conosciuta come centrale nucleare di Shin Ulchin, è una futura centrale nucleare sudcoreana situata presso la città di Ulchin nella provincia del Nord Gyeongsang; il complesso energetico è composto da due sezioni, la sezione originaria è quella di Ulchin che è composta da 6 reattori.
L'impianto è previsto essere composto da 4 reattori APR1400 per 5.360 MW totali.